# 1958年アルゼンチングランプリ
1958年アルゼンチングランプリ (1958 Argentine Grand Prix) は、1958年のF1世界選手権第1戦（開幕戦）として、1958年1月19日にブエノスアイレス・サーキットで開催された。

## レース概要
当レースは直前まで開催されるか揉めていた。開催は決まったものの、参加したのは6台のマセラティ（前年にワークス活動を終えたため全車プライベート参戦）、3台のフェラーリ（全車ワークス）、そしてロブ・ウォーカー・レーシングチームのクーパー1台の計10台という寂しい開幕戦となってしまった。前年の王者ファン・マヌエル・ファンジオはどこのチームとも契約せず、自分の出たいレースに限って参戦する方針を立て、母国の当レースに参加した。前年未勝利に終わったフェラーリは新車246（通称「ディーノ246」）を投入して立て直しを図る。スターリング・モスは所属するヴァンウォールが欠場したため、ロブ・ウォーカーのクーパーをドライブした。
レース序盤をリードしたジャン・ベーラ、マイク・ホーソーン、ファンジオらが予定通りレース半ばにタイヤ交換を済ませると、モスがトップに立った。モスのピット前にも交換するタイヤの準備がなされていたが、これは他チームを欺くための作戦であり、最初からタイヤ無交換で走りきることにしていた。レース終盤になってようやくモスのタイヤ無交換作戦に気づいたフェラーリは、2位のルイジ・ムッソにペースアップの指示を出したたものの時すでに遅く、モスがムッソに2.7秒差を付けて優勝した。
フロントエンジンのフェラーリ・246が車重560kgだったのに対し、ミッドシップのクーパー・T43は僅か380kgで、まだ排気量が2.0Lしかなかったコヴェントリー・クライマックスエンジンの非力さを補い、ミッドシップ車及びプライベーターチームがF1で勝つ最初のレースとなった。

## エントリーリスト
| No.     | ドライバー                           | エントラント                       | コンストラクター | シャシー | エンジン                   | タイヤ |
| ------- | ------------------------------------ | ---------------------------------- | ---------------- | -------- | -------------------------- | ------ |
| 2       | ファン・マヌエル・ファンジオ         | スクーデリア・スッド・アメリカーナ | マセラティ       | 250F     | マセラティ 250F1 2.5L L6   | P      |
| 4       | ジャン・ベーラ                       | ケン・カバナ                       | マセラティ       | 250F     | マセラティ 250F1 2.5L L6   | P      |
| 6       | カルロス・メンディテギー             | スクーデリア・スッド・アメリカーナ | マセラティ       | 250F     | マセラティ 250F1 2.5L L6   | P      |
| 8       | ハリー・シェル                       | ヨアキム・ボニエ                   | マセラティ       | 250F     | マセラティ 250F1 2.5L L6   | P      |
| 10      | パコ・ゴディア                       | パコ・ゴディア                     | マセラティ       | 250F     | マセラティ 250F1 2.5L L6   | P      |
| 12      | ホレース・グールド                   | H.H. グールド                      | マセラティ       | 250F     | マセラティ 250F1 2.5L L6   | D      |
| 14      | スターリング・モス                   | RRCウォーカー・レーシングチーム    | クーパー         | T43      | クライマックス FPF 2.0L L4 | C      |
| 16      | ルイジ・ムッソ                       | スクーデリア・フェラーリ           | フェラーリ       | 246      | フェラーリ Tipo143 2.4L V6 | E      |
| 18      | ピーター・コリンズ                   | スクーデリア・フェラーリ           | フェラーリ       | 246      | フェラーリ Tipo143 2.4L V6 | E      |
| 20      | マイク・ホーソーン                   | スクーデリア・フェラーリ           | フェラーリ       | 246      | フェラーリ Tipo143 2.4L V6 | E      |
| 22      | ヴォルフガング・フォン・トリップス 1 | スクーデリア・フェラーリ           | フェラーリ       | 246      | フェラーリ Tipo143 2.4L V6 | E      |
| 24      | マステン・グレゴリー 1               | スクーデリア・セントロ・スッド     | マセラティ       | 250F     | マセラティ 250F1 2.5L L6   | P      |
| 26      | ヨアキム・ボニエ 1                   | スクーデリア・セントロ・スッド     | マセラティ       | 250F     | マセラティ 250F1 2.5L L6   | P      |
| 28      | コリン・デイヴィス 1                 | オスカ・オートモビリ               | オスカ           | F2       | オスカ 372 1.5L L4         | P      |
| 30      | ホセ・フロイラン・ゴンザレス 1       | ホセ・フロイラン・ゴンザレス       | マセラティ       | 250F     | マセラティ 250F1 2.5L L6   | P      |
| 32      | ロベルト・ミエレス 1                 | ロベルト・ミエレス                 | マセラティ       | 250F     | マセラティ 250F1 2.5L L6   | P      |
| 34      | ルイジ・ピオッティ 1                 | ルイジ・ピオッティ                 | マセラティ       | 250F     | マセラティ 250F1 2.5L L6   | P      |
| ソース: |                                      |                                    |                  |          |                            |        |

追記
- ^1 - エントリーしたが出場せず

## 結果

### 予選
| 順位    | No. | ドライバー                   | コンストラクター        | タイム | 差    |
| ------- | --- | ---------------------------- | ----------------------- | ------ | ----- |
| 1       | 2   | ファン・マヌエル・ファンジオ | マセラティ              | 1:42.0 | —     |
| 2       | 20  | マイク・ホーソーン           | フェラーリ              | 1:42.6 | + 0.6 |
| 3       | 18  | ピーター・コリンズ           | フェラーリ              | 1:42.6 | + 0.6 |
| 4       | 4   | ジャン・ベーラ               | マセラティ              | 1:42.7 | + 0.7 |
| 5       | 16  | ルイジ・ムッソ               | フェラーリ              | 1:42.9 | + 0.9 |
| 6       | 6   | カルロス・メンディテギー     | マセラティ              | 1:43.7 | + 1.7 |
| 7       | 14  | スターリング・モス           | クーパー-クライマックス | 1:44.0 | + 2.0 |
| 8       | 8   | ハリー・シェル               | マセラティ              | 1:44.2 | + 2.2 |
| 9       | 10  | パコ・ゴディア               | マセラティ              | 1:49.3 | + 7.3 |
| 10      | 12  | ホレース・グールド           | マセラティ              | 1:51.7 | + 9.7 |
| ソース: |     |                              |                         |        |       |

### 決勝
| 順位    | No. | ドライバー                   | コンストラクター        | 周回数 | タイム/リタイア原因 | グリッド | ポイント |
| ------- | --- | ---------------------------- | ----------------------- | ------ | ------------------- | -------- | -------- |
| 1       | 14  | スターリング・モス           | クーパー-クライマックス | 80     | 2:19:33.7           | 7        | 8        |
| 2       | 16  | ルイジ・ムッソ               | フェラーリ              | 80     | +2.7                | 5        | 6        |
| 3       | 20  | マイク・ホーソーン           | フェラーリ              | 80     | +12.6               | 2        | 4        |
| 4       | 2   | ファン・マヌエル・ファンジオ | マセラティ              | 80     | +53.0               | 1        | 4 1      |
| 5       | 4   | ジャン・ベーラ               | マセラティ              | 78     | +2 Laps             | 4        | 2        |
| 6       | 8   | ハリー・シェル               | マセラティ              | 77     | +3 Laps             | 8        |          |
| 7       | 6   | カルロス・メンディテギー     | マセラティ              | 76     | +4 Laps             | 6        |          |
| 8       | 10  | パコ・ゴディア               | マセラティ              | 75     | +5 Laps             | 9        |          |
| 9       | 12  | ホレース・グールド           | マセラティ              | 71     | +9 Laps             | 10       |          |
| Ret     | 18  | ピーター・コリンズ           | フェラーリ              | 0      | ハーフシャフト      | 3        |          |
| ソース: |     |                              |                         |        |                     |          |          |

追記
- ^1 – ファステストラップの1点を含む

## 第1戦終了時点のランキング
| 順位 | ドライバー                   | ポイント |
| ---- | ---------------------------- | -------- |
| 1    | スターリング・モス           | 8        |
| 2    | ルイジ・ムッソ               | 6        |
| 3    | マイク・ホーソーン           | 4        |
| 4    | ファン・マヌエル・ファンジオ | 4        |
| 5    | ジャン・ベーラ               | 2        |

| 順位 | コンストラクター        | ポイント |
| ---- | ----------------------- | -------- |
| 1    | クーパー-クライマックス | 8        |
| 2    | フェラーリ              | 6        |
| 3    | マセラティ              | 3        |

- 注:  トップ5のみ表示。ベスト6戦のみがカウントされる。